# 鈴木亮大郎
鈴木 亮大郎（すずき りょうたろう、1989年12月10日 - ）は、日本のラグビー選手。

## プロフィール
- 岩手県滝沢市出身。
- ポジションはフッカー(HO)。
- 身長 176cm、体重 105kg
- ニックネームはスズキ、すっちゃん。
- U20日本代表に選ばれたことがある。

## 来歴
13歳からラグビーを始めた。
2008年、仙台育英高校卒業後、明治大学に入学する。なお仙台育英高校時代、高校日本代表に選ばれ、第31回高校東西対抗試合に東軍として出場した。
2011年、明治大学ラグビー部の副将に就任した。
2012年、明治大学卒業後、サントリーサンゴリアスに加入。同年9月14日に行われたジャパンラグビートップリーグ第3節のリコーブラックラムズ戦に途中出場で公式戦初出場を果たした。
2016年、サントリーサンゴリアスを退団した。